# Gaultita
La gaultita és un mineral de la classe dels silicats, que pertany al grup de les zeolites. Rep el nom en honor de Robert A. Gault (1943-), mineralogista del Museu canadenc de la natura.

## Característiques
La gaultita és un silicat de fórmula química Na₄Zn₂Si₇O₁₈(H₂O)₅. Cristal·litza en el sistema ortoròmbic. La seva duresa a l'escala de Mohs és 6.
Segons la classificació de Nickel-Strunz, la gaultita pertany a «09.GF - Tectosilicats amb H₂O zeolítica; altres zeolites rares» juntament amb els següents minerals: terranovaïta, gottardiïta, lovdarita, chiavennita, tschernichita, mutinaïta, tschörtnerita, thornasita i direnzoïta.
L'exemplar que va servir per a determinar l'espècie, el que es coneix com a material tipus, es troba conservat al museu canadenc de la natura, amb el número de referència: cmn 81513.

## Formació i jaciments
Va ser descoberta a la pedrera Poudrette, situada al mont Saint-Hilaire, dins el municipi regional de comtat de La Vallée-du-Richelieu, a Montérégie (Quebec, Canadà). Es tracta de l'únic indret de tot el planeta on ha estat descrita aquesta espècie mineral.